# Американское Просвещение
«Американское Просвещение» XVIII века представляло собой общественное течение, тесно связанное с национально-освободительным движением и Американской революцией. Также испытывало сильное влияние английского и французского Просвещения (особенно идей, французских материалистов, Жан Жак Руссо, Джона Локка). Основные цели просвещения заключались в замене традиции рациональным подходом, абсолютных религиозных догм — научным поиском и монархии — представительной властью. Мыслители и писатели Просвещения отстаивали идеалы справедливости, свободы и равенства, считая их неотъемлемыми правами человека. В Америке эпоха Просвещения получила особое название по одноимённой брошюре Томаса Пэйна — «Век разума».

## Общая характеристика

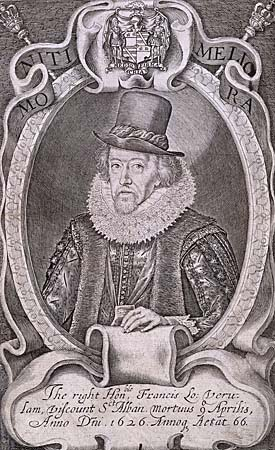
Френсис Бекон

Американское Просвещение в корне отличается от европейского. Французские философы предреволюционной поры имели весьма условные и схематичные представления об Америке XVIII века. Впрочем сами американцы, попав во Францию, зачастую стремились соответствовать французским стереотипам. Так Бенджамин Франклин в Париже сознательно разыгрывал роль «простака в меховой шапке» и «сына природы». Однако у себя в Филадельфии Франклин был совершенно иным: состоятельным джентльменом, ученым, отчасти консерватором. Некоторую параллель можно провести между американским и английским просвещением. Но не случайно американское просвещение рассматривают отдельно от европейского. В то время как цель европейского просвещения заключалась во всесторонней критике политической и социальной системы, которая опиралась на сословия и корпорации, на аристократию и церковь. В Америке же просто не было условий для такого типа просвещения — объект критики ещё не сформировался. В американском обществе изначально была распространена вера в прогресс, подкрепленная равнодушием к прошлому. Благодаря практике веротерпимости, формы социальной жизни тяготели к индивидуализации, а корпоративные экономические структуры попросту отсутствовали. Естественно, что американцы не использовали эти принципы на практике полностью осознанно. Ведь первые переселенцы намеревались не столько создавать новое общество, сколько воссоздавать традиционный уклад покинутой ими Англии. Однако стоит подчеркнуть, что они сделали это задолго до того, как французские просветители заложили подобные принципы в основу своей абстрактной философии. Американские государственные институты изначально были «очищены» от пережитков феодализма и монархизма в отличие от английской политической системы. Крайне мягкая цензура, признание «Хабеас корпус», отсутствие у местной власти права менять налогообложение по своему усмотрению — все это отвечало духу эпохи просвещения. Однако эти принципы совершенно не затрагивали проблему рабства. «Негрофобия» составляла один из наиболее болезненных аспектов американской жизни. Хотя в колониях и были защитники чернокожих (один из первых — Энтони Бенезет — филадельфиец с гугенотскими корнями)
Таким образом, выражение «американское просвещение» может быть не вполне корректным. Ведь в отличие от Европы, просветительская мысль и стремление к суверенитету были широко разлиты в американском обществе, а не противостояли ему. Однако систему просветительских ценностей американское общество усвоило гораздо глубже.

## Сферы

### Религиозная сфера
Одна из особенностей Америки XVIII века — тесная связь новых форм мышления, которые вписывались в просветительское русло, с религией. Она выражалась как в особой религиозной чувствительности американцев, так и их веротерпимости. Несмотря на то, что во всех колониях действовали традиционные конфессии, с середины столетия практически утвердился религиозный плюрализм. Что касается американских просветителей, то большинство из них были деистами — то есть доказывали, что после акта творения природа начинает действовать и развиваться по своим законам, так что в ней нет места никаким чудесам, естественно они отстаивали веротерпимость. Само бытие Бога доказывается на основе причинности, а точнее — исходя из необходимости завершить цепь причин, то есть отыскать первопричину всему. Таким образом, просвещение и религия переплелись в Америке очень тесно.

### Политическая сфера
После американской революции в жизни нации произошли сильные изменения. Американская нация бурно переживала период становления собственного самосознания. Таким образом в центре внимания оказался вопрос национального самоопределения, потребовав рассмотрения не только его правовых основ, но и направления общественных преобразований, которыми будет сопровождаться создание молодого государства. Главной проблемой являлся вопрос о характере власти и формах правления. Одни отстаивали идею народовластия, зафиксированного в республиканских институтах, другие выступали в защиту наследственной власти. Выдающаяся роль в победе народовластия сыграл Томас Джефферсон — автор «Декларации независимости»(1776), одного из главнейших документов американской революции, где впервые были сформулированы требования, утверждавшие права человека как основу справедливого общественного устройства. В свою очередь Джефферсона вдохновили идеи другого великого деятеля американского Просвещения — Томаса Пейна.

### Культурная сфера

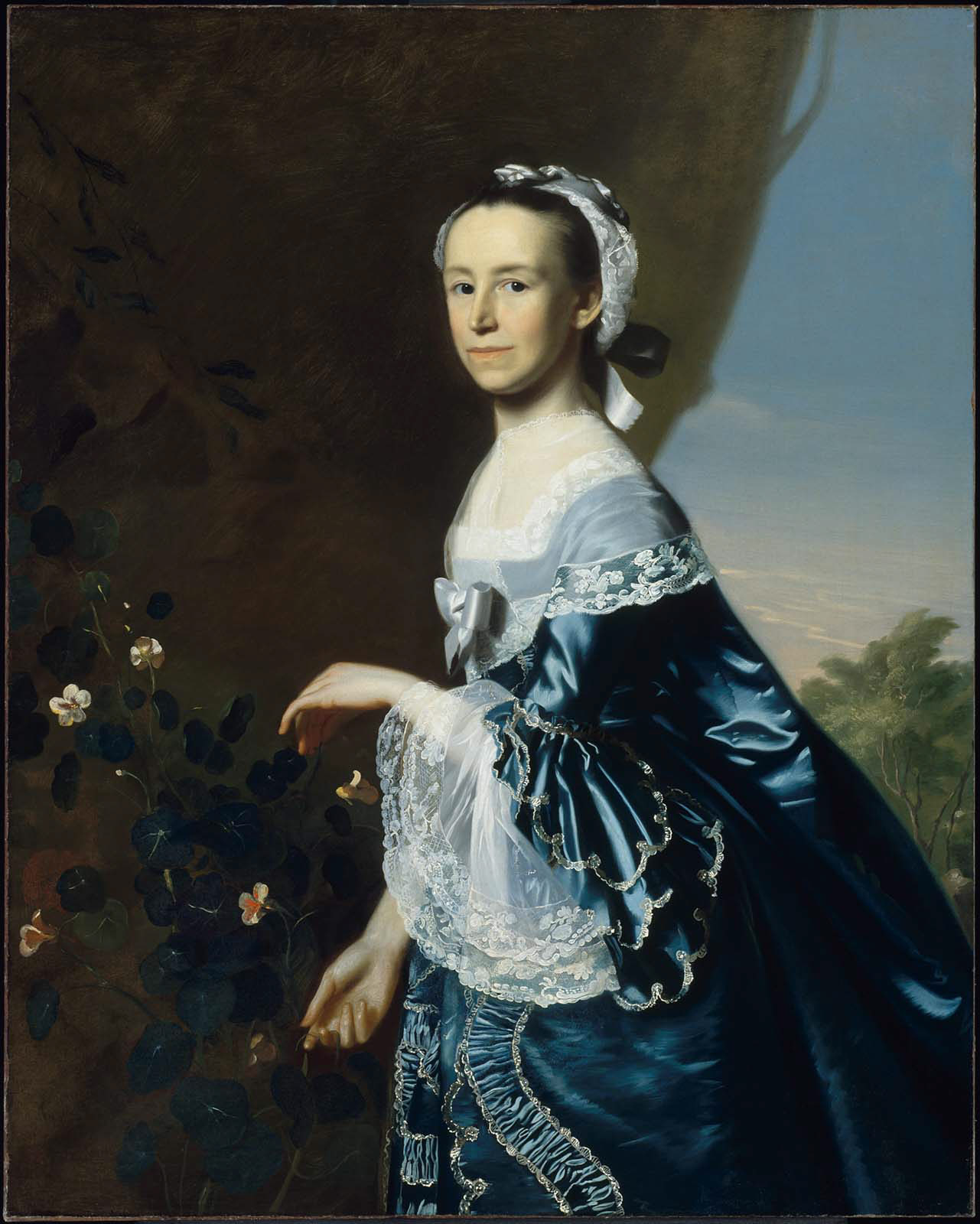
Мерси Отис Уоррен

В культуре Соединенных Штатов преобладает колониальное наследие. Несмотря на отсутствие единой системы образования в Америке, самому образованию в стране, особенно в Новой Англии, придавалось большое значение как вопросу самоусовершенствования личности. В XVIII веке это значение возросло многократно: просвещение стало рассматриваться как средство исправления человека и общества. В 1701 году был основан Йельский университет, до начала Войны за независимость в разных колониях открылось девять колледжей, которые впоследствии также стали университетами. Просвещение вкупе с американской революцией дало мощный толчок для развития нового для Америки литературных жанра — публицистики и нового направления в американской литературе — политической литературы. А первой половине XIX века пробудили интерес к американской прозе писатели-прозаики Чарльз Брокден Браун, Вашингтон Ирвинг и Джеймс Фенимор Купер. Профессиональный американский театр родился одновременно с возникновением на карте мира новой страны — Соединённых Штатов Америки. И в XIX столетии американский театр прошел тот же путь, что и европейская сцена. В первой половине XIX на сцене господствовал романтизм, — пафос протеста, пестование личной самостоятельности, и полный страсти и темперамента актёрский стиль.
Таким образом уже за век существования своей страны американская культура приобрела своеобразную самобытность.

## Американское Просвещение и формирование антиколониальной доктрины
Американское Просвещение напрямую связано с формированием антиколониальной доктрины, образования национального самосознания, разрыва с матерью-Англией. Американские колонисты осознавали своё положение дальних подданных Британской империи. Но формальное традиционное монархическое устройство, вмешательство Британского парламента раздражало колонистов. Тем более что после 1688 года империя стала разрастаться единственно ради коммерческих целей. Томас Джефферсон выводил общее теоретическое оправдание независимости Америки из двух причин: древнего конституционного права, якобы англосаксонские свободы должны гарантироваться колониям и локковского либерализма, чьи абстрактные принципы легитимизировали притязания колоний как притязаний самой природы.
В октябре 1775 года Георг III обратился к парламенту по поводу беспорядков в Американских колониях, заявляя, что к этим поселение относились доброжелательно и помогали. В ответ на это Джефферсон написал историю Вирджинии, демонстрирующую отсутствие поддержки. Массовые манифестации протеста, национальная солидарность, мобилизация экономических ресурсов все это знаменовало новую стадию политического противоборства с колониальным режимом. В Фармингтоне (Коннектикут) 19 мая 1774 г. в связи с парламентским актом о закрытии бостонскою порта появились листовки следующего содержания: «В честь бессмертной богини Свободы сегодня, в 6 часов вечера, предать огню дохлый, бесславный акт британского парламента, направленный на дальнейший вред американским колониям; место казни — городская площадь, желательно присутствие всех сынов Свободы» (125, 7, 20). В указанное время в присутствии тысячной толпы приговор был приведен в исполнение. Но американских просветителей, в частности Т. Пейна волновали и более глобальные проблемы колониальной политики и рабства. Так он писал о Великобритании после завоевания Индии: «Недавнее покорение Индии… было в сущности не столько завоеванием, сколько истреблением людей. Англия — единственная держава, способная на столь чудовищное варварство, чтобы привязывать людей к дулам заряженных пушек…». Он осуждает работорговлю в Африке, спаивание туземцев.

## Значение

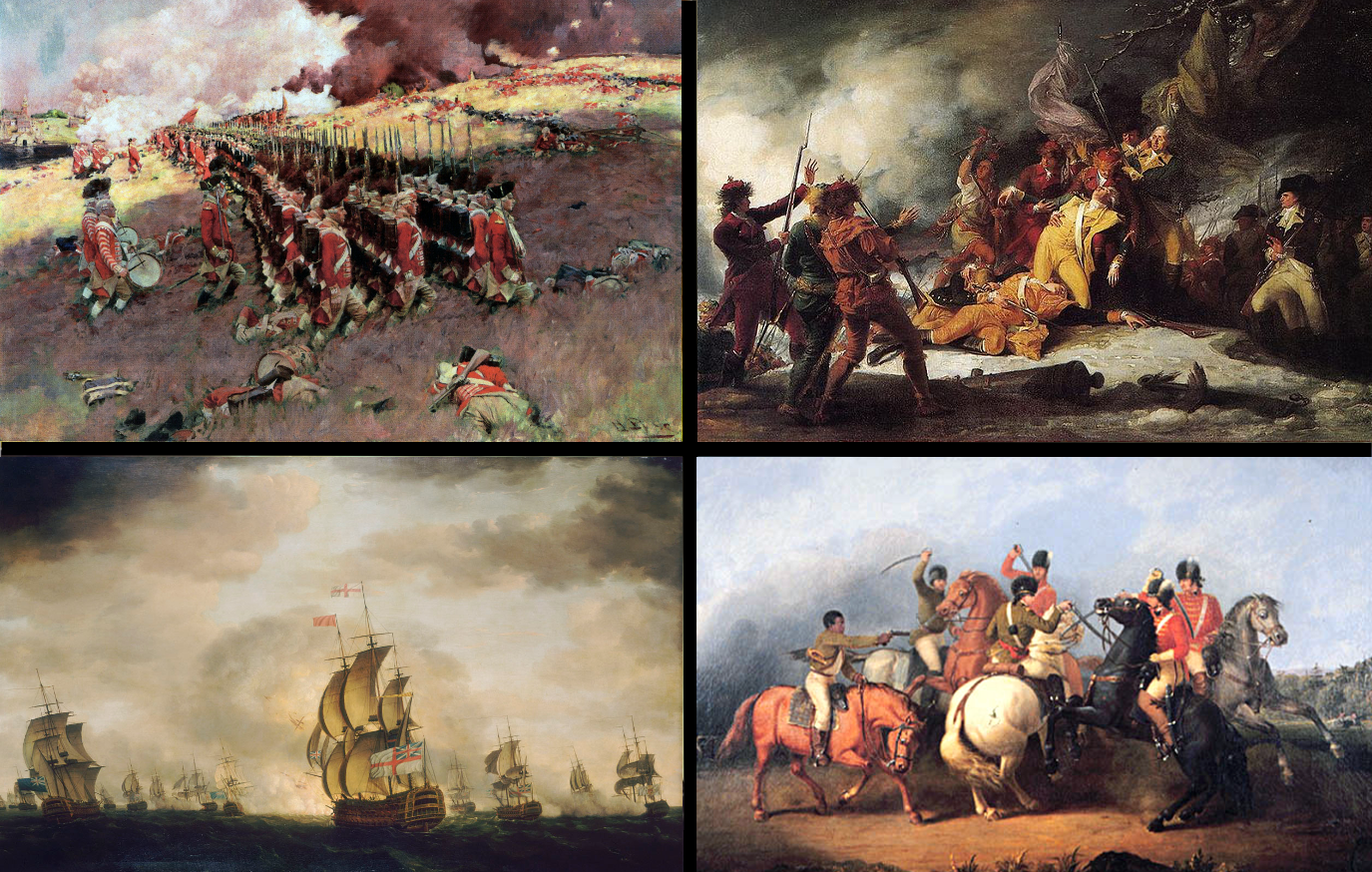
Американская революция

Не прекращаются споры, что больше повлияло на формирование идеологии революции — идеи Просвещения или пуританизм. Скорее всего, пуританизм — был оболочкой для светских идей социального переустройства. Ведь и в самой Англии социальное учение приняло религиозную форму, причем, не только содержание, но и светская аргументация. Джерард Уинстенли называл Иисуса Христа первым левеллером и апеллировал к врожденным правам принципу самосохранения, от которого происходят остальные человеческие законы. Так в Америке в период революции теолог Чарльз Чонси учил, что результатом грехопадения Адама было не всеобщее проклятие, а лишение человека бессмертия; все люди рождены для спасения, их истинное предназначение не муки, а счастье. Не светская ли это идея Просвещения о счастье. А Мэйхью считал, что бог не правит произвольно: «Власть этого всемогущего короля ограничена законом, конечно, не парламентскими актами, а вечными законами истины, мудрости и справедливости…». Ещё одна просвещенческая идея — власть, даже божественная ограничивается законом, близко к идее деизма, который делает религию более адекватной по отношению к новому более рациональному взгляду на мир. Мыслители типа Хукера, Уильямса, Уайза, Мэйхью не порвали с теологией и религией, однако их мировоззрение, будучи противопоставлено официальному пуританизму, в ряде важных социологических идей вполне созвучно философии Просвещения. В рамках Просвещения развивалась американская правовая мысль, одним из главных завоеваний которой было утверждение национального самосознания. Патрику Генри принадлежит знаменитое изречение, высказанное 6 сентября 1774 г. на Континентальном конгрессе (его дословно приводит в своем дневнике Дж. Адамс): «Различия между виргинцами, пенсильванцами, ныо-йоркцами, новоангличанами больше не существуют. Я не виргинец, а американец». На Америку, которая тогда была культурной и интеллектуальной «провинцией», идеи заокеанских просветителей оказали самое решительное воздействие: здесь они попали на более благоприятную, чем в Европе, почву, как бы специально «взрыхленную» для них всем ходом национальной истории. Там не было традиционных противостоящих сил. Туда ехали авантюристы за свободой, за новой жизнью. Америка с самого начала её заселения белым человеком была своего рода «лабораторией», где апробировался тезис о врожденном праве людей на свободу, равенство и стремление к счастью. Она всегда была прибежищем для притесняемых (от английских пуритан, гонимых за веру, до тюремных узников, вывозимых сюда «для более активного заселения колоний»), здесь изначально отсутствовали сословные различия и имелись более широкие, чем в Старом Свете, возможности самореализации, повышения социального статуса и благосостояния для каждого. Наконец, именно здесь новоанглийские пуритане строили свой «город на вершине холма», дабы явить «свет миру». Просветительский рационализм также нашел горячий отклик у обитателей североамериканских колоний, своеобразно преломившись даже в Новой Англии, казалось бы, антагонистичной ему по духу. Победоносная Американская революция — это торжество идеологии Просвещения. К числу серьезных завоеваний революции следует отнести важные законодательные меры по секуляризации гражданских институтов, прежде всего разделение государства и церкви и конституционные гарантии свободы религии. XVIII век, столь радикально изменивший европейскую мысль, принес существенные перемены и в духовную, интеллектуальную и общественную жизнь Америки. Прежние идеи, идеалы и амбиции были, однако, не отвергнуты, но переосмыслены и переформулированы в соответствии с научными и философскими завоеваниями века Разума. Освоение континента связывалось теперь не с поисками сокровищ и легкой жизни, и не с Божьим водительством, а с идеями либерализма и прогресса, а также целесообразности.

## Представители
- Бенджамин Франклин (1706—1790) — учёный, экономист, писатель, организатор Американского философского общества.
- Гектор Сент-Джонде Крёвкер (1735—1813) — литератор.
- Джон Адамс (1735—1826) — юрист, видный деятель Первой американской буржуазной революции, первый вице-президент и второй президент США (1797—1801).
- Джон Дикинсон (1732—1808) — юрист, публицист и политик, оказывал сильное влияние на общественное мнение на протяжении американской революции.
- Кедуолладер Колден (1688—1776), выдающийся ботаник, врач, ученый, философ-материалист и одновременно колониальный чиновник.
- Отис Уоррен (1728—1814) — первый американский драматург и первая американская женщина-историк.
- Томас Пейн (1737—1809) — самый радикальный из американских просветителей.
- Томас Джефферсон (1743—1826) — 3-й президент США, революционный демократ, автор Декларации независимости США 1776.